# St. Leonhard (Balzhausen)

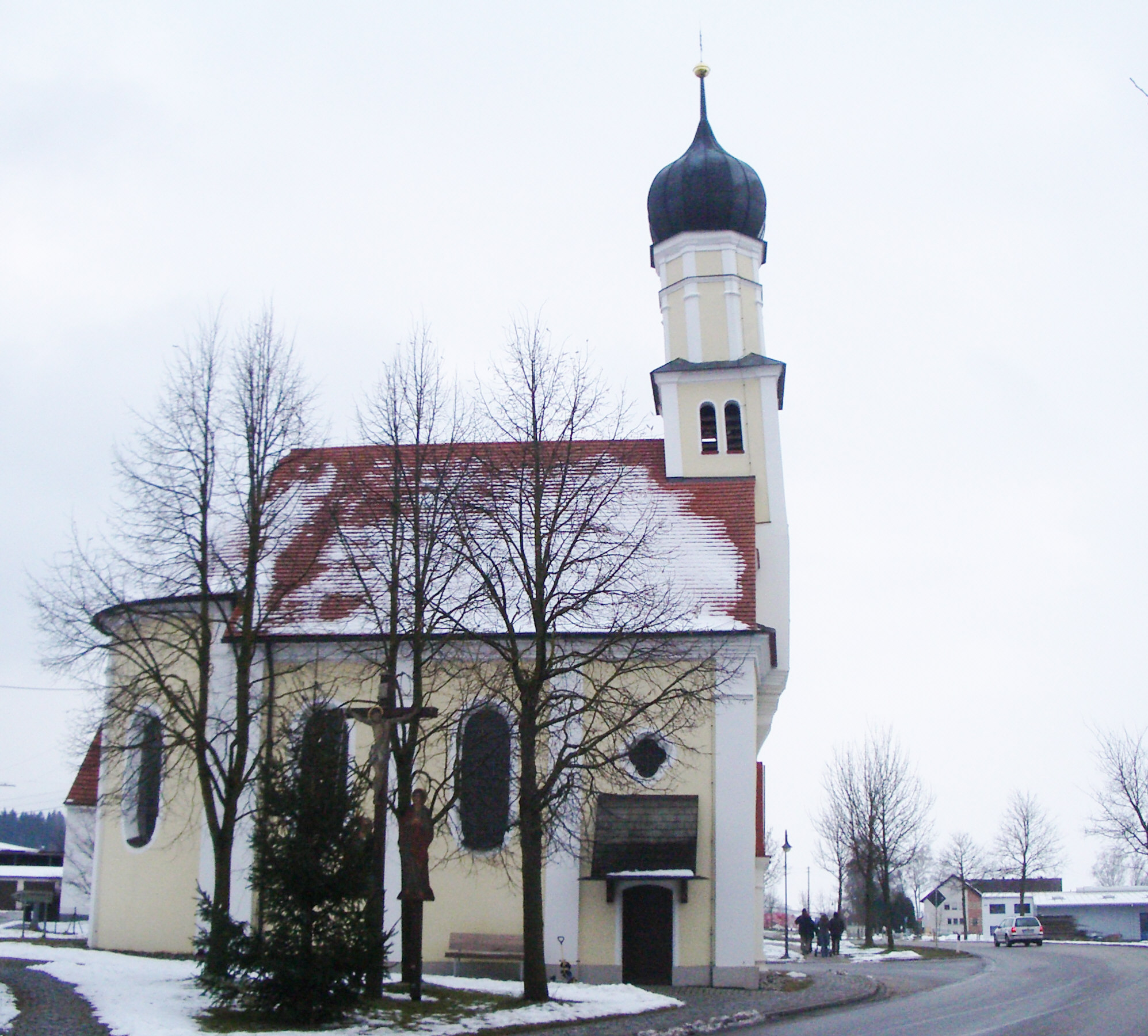
Kapelle St. Leonhard in Balzhausen

Die katholische Kapelle St. Leonhard in Balzhausen, einer Gemeinde im schwäbischen Landkreis Günzburg in Bayern, wurde um 1724 errichtet. Die Kapelle an der St.-Leonhard-Straße 19, am südlichen Ortsende, ist ein geschütztes Baudenkmal.

## Architektur
Bereits 1560 ist hier eine Wallfahrtskapelle erwähnt. Der heutige Bau wurde wohl um 1724 von Michael Stiller neu errichtet. Die einschiffige Kapelle mit flacher Stichkappentonne wird von Pilastern gegliedert. Sie besitzt eine eingezogene, halbkreisförmige Apsis. An der Westseite steht der quadratische Turm mit kurzem Oktogon und Zwiebelhaube.
Die Fresken von Michael Niggl stammen aus der Erbauungszeit. Sie stellen die Heilige Dreifaltigkeit und Szenen aus dem Leben des heiligen Leonhard, des Schutzpatrons der Kapelle, dar.

## Ausstattung

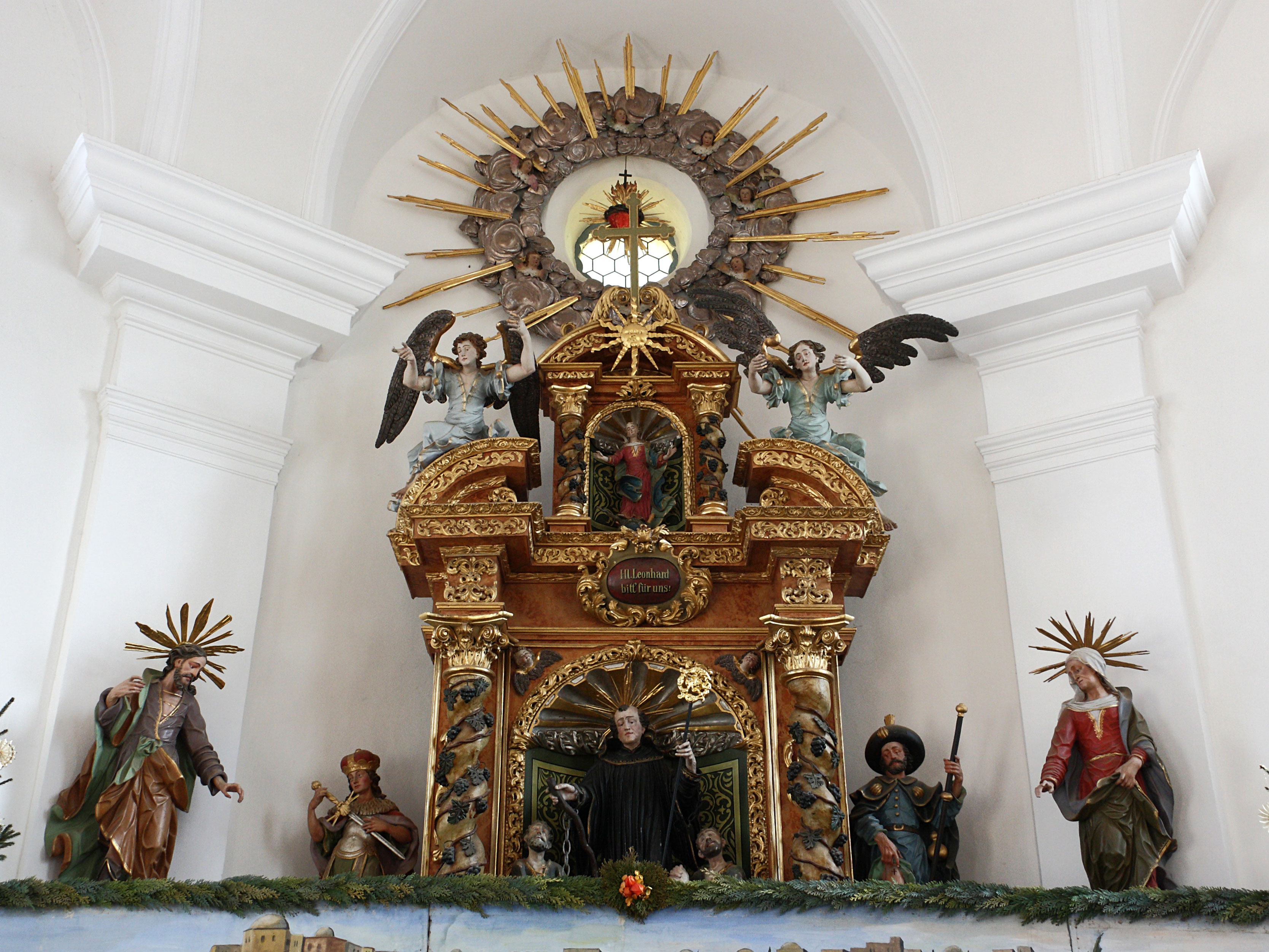
Altar mit Weihnachtskrippe

Der Altar wurde 1706 von Lorenz Luidl gefertigt. Die Figur des heiligen Leonhard mit zwei knienden Hirten und einem Pferd steht im Mittelschrein. Auf den Außenkonsolen stehen die Figuren des heiligen Chlodwig und des heiligen Rochus. Ein großes Votivbild zeigt den Abt Hyazinth Gaßner von Kloster Steingaden, der in Balzhausen geboren wurde.